# 香港電影評論學會大獎
香港電影評論學會大獎創辦於1995年，由香港電影評論學會舉辦。每屆一般於1月中旬公布獲獎名單。
香港電影評論學會是首個由香港影評人成立的同類組識，每年均透過討論配合投票的形式，選出最佳電影、最佳導演、最佳編劇、最佳男演員、最佳女演員及推薦電影等獎項。香港電影評論學會大獎強調以專業角度評審，附以具透明度的理性討論，每年的討論過程均會記錄在案，並於日後輯錄，刊登於每年出版的《香港電影回顧》一書內。

## 简介
香港電影評論學會大獎只安排簡單而隆重的頒獎禮，不設電視直播或轉播。第一屆頒獎禮在1995年4月22日於日航酒店舉行，其後舉行過頒獎儀式的地點包括尖沙咀廣東道Planet Hollywood餐廳（現已結業）、香港會議展覽中心、香港藝術中心及香港電影資料館。每一屆頒獎禮通常只邀請一位頒獎嘉賓，曾應邀出席的頒獎嘉賓包括已故導演楊德昌、王天林、已故藝人張國榮，及已故嘉禾集團創辦人鄒文懷。
由於此獎是香港每年最先頒發的電影獎項，因此有時候會被視為其他電影獎項（如香港電影金像獎）的風向儀。
但此獎結果亦不時與香港電影金像獎有差異，表揚了不少未獲香港電影金像獎獎項、甚至提名的滄海遺珠，例如它是最早對《東邪西毒》、《西遊記》、《鎗火》等電影作出表揚的香港電影獎項。香港電影評論學會大獎於一些獎項的取向明顯與香港電影金像獎不同，如在過去22屆獲「最佳編劇」的24套得獎電影中，僅有兩套電影獲香港電影金像獎最佳編劇（第10屆《大隻佬》、第14屆《神探》），亦只有12套電影獲該獎的提名。
第19屆香港電影評論學會大獎的「最佳女演員」一項，儘管該屆候選電影中，不乏優秀的女演員參與演出，但有會員認為在2012年香港電影中，能夠給予女演員發揮的空間有限，在評審的激烈辯論及表決下，香港電影評論學會大獎最終作出了一個艱難的決定，通過該屆最佳女演員從缺。類似情況亦出現於第27屆的「最佳男演員」一項，多數評審認為由於2020年香港電影數量不足，且未見有非常突出的表現，經過反覆辯論，最終表決通過該屆最佳男演員從缺。

## 獎項
最後一輪入圍名單詳見於：
- 最佳電影
- 最佳導演
- 最佳編劇
- 最佳男演員
- 最佳女演員
- 推薦電影（即最佳電影以外推薦的電影）

## 歷年名單

### 第1屆（1994年度）
| 獎項              | 獲獎名單                                                             | 頒獎嘉賓                            |
| 第1屆（1994年度） |                                                                      |                                     |
| 最佳電影          | 東邪西毒                                                             | David Bordwell Ulrich Gregor 許鞍華 |
| 最佳導演          | 王家衛（東邪西毒）                                                   | David Bordwell Ulrich Gregor 許鞍華 |
| 最佳編劇          | 王家衛（東邪西毒）                                                   | David Bordwell Ulrich Gregor 許鞍華 |
| 最佳男演員        | 張國榮（東邪西毒）                                                   | David Bordwell Ulrich Gregor 許鞍華 |
| 最佳女演員        | 陳冲（紅玫瑰白玫瑰）                                                 | David Bordwell Ulrich Gregor 許鞍華 |
| 推薦電影          | 重慶森林、非常偵探、運財童子、都市情緣、錦繡前程、正月十五之一生一世 | David Bordwell Ulrich Gregor 許鞍華 |

### 第2屆（1995年度）
| 獎項              | 獲獎名單                                                               | 頒獎嘉賓 |
| 第2屆（1995年度） |                                                                        |          |
| 最佳電影          | 女人四十                                                               | 侯孝賢   |
| 最佳導演          | 爾冬陞（烈火戰車）                                                     | 侯孝賢   |
| 最佳編劇          | 技安（西遊記）                                                         | 侯孝賢   |
| 最佳男演員        | 周星馳（西遊記）                                                       | 侯孝賢   |
| 最佳女演員        | 斯琴高娃（天國逆子） 蕭芳芳（女人四十）                                | 侯孝賢   |
| 推薦電影          | 西遊記、天國逆子、烈火戰車、墮落天使、二月三十、刀、月黑風高、終生大事 | 侯孝賢   |

### 第3屆（1996年度）
| 獎項              | 獲獎名單                                                                                            | 頒獎嘉賓 |
| 第3屆（1996年度） | |          |
| 最佳電影          | 甜蜜蜜                                                                                              | 嚴 浩    |
| 最佳導演          | 陳可辛（甜蜜蜜） 陳嘉上（飛虎）                                                                     | 嚴 浩    |
| 最佳編劇          | 郭偉鐘（旺角風雲）                                                                                  | 嚴 浩    |
| 最佳男演員        | 吳鎮宇（旺角揸fit人）                                                                               | 嚴 浩    |
| 最佳女演員        | 張曼玉（甜蜜蜜）                                                                                    | 嚴 浩    |
| 推薦電影          | 大內密探零零發、旺角風雲、飛虎、去吧！揸Fit人兵團、旺角揸fit人、古惑仔3之隻手遮天、虎度門、天涯海角 | 嚴 浩    |

### 第4屆（1997年度）
| 獎項              | 獲獎名單                                                                             | 頒獎嘉賓 |
| 第4屆（1997年度） |                                                                                      |          |
| 最佳電影          | 高度戒備                                                                             | 楊德昌   |
| 最佳導演          | 陳果（香港製造）                                                                     | 楊德昌   |
| 最佳編劇          | 陳慶嘉（熱血最強）                                                                   | 楊德昌   |
| 最佳男演員        | 劉青雲（高度戒備）                                                                   | 楊德昌   |
| 最佳女演員        | 吳倩蓮（半生緣）                                                                     | 楊德昌   |
| 推薦電影          | 香港製造、十萬火急、春光乍洩、熱血最強、半生緣、奪舍、小倩、一個字頭的誕生、天地雄心 | 楊德昌   |

### 第5屆（1998年度）
| 獎項              | 獲獎名單 | 頒獎嘉賓 |
| 第5屆（1998年度） | |          |
| 最佳電影          | 野獸刑警 | 張國榮   |
| 最佳導演          | 杜琪峯（真心英雄）                                                                                                 | 張國榮   |
| 最佳編劇          | 司徒錦源、游乃海、周燕嫻（非常突然） 技安（超時空要愛）                                                            | 張國榮   |
| 最佳男演員        | 黃秋生（野獸刑警）                                                                                                 | 張國榮   |
| 最佳女演員        | 吳君如（古惑仔情義篇之洪興十三妹）                                                                                 | 張國榮   |
| 推薦電影          | 陰陽路之升棺發財、非常突然、暗花、愈快樂愈墮落、去年煙花特別多、風雲雄霸天下、一生一台戲、安娜瑪德蓮娜、超時空要愛 | 張國榮   |

### 第6屆（1999年度）
| 獎項              | 獲獎名單                                                   | 頒獎嘉賓 |
| 第6屆（1999年度） |                                                            |          |
| 最佳電影          | 鎗火                                                       | 陳可辛   |
| 最佳導演          | 杜琪峯（鎗火）                                             | 陳可辛   |
| 最佳編劇          | 鄒凱光、葉偉信、張問（爆裂刑警）                           | 陳可辛   |
| 最佳男演員        | 吳鎮宇（爆裂刑警）                                         | 陳可辛   |
| 最佳女演員        | 羅 蘭（爆裂刑警）                                          | 陳可辛   |
| 推薦電影          | 爆裂刑警、細路祥、千言萬語、目露凶光、天上人間、暗戰、心動 | 陳可辛   |

### 第7屆（2000年度）
| 獎項              | 獲獎名單                                                         | 頒獎嘉賓 |
| 第7屆（2000年度） |                                                                  |          |
| 最佳電影          | 榴槤飄飄                                                         | 周潤發   |
| 最佳導演          | 王家衛（花樣年華）                                               | 周潤發   |
| 最佳編劇          | 陳慶嘉、錢小蕙（江湖告急）                                       | 周潤發   |
| 最佳男演員        | 吳鎮宇（公元2000）                                               | 周潤發   |
| 最佳女演員        | 秦海璐（榴槤飄飄）                                               | 周潤發   |
| 推薦電影          | 花樣年華、臥虎藏龍、朱麗葉與梁山伯、江湖告急、無人駕駛、孤男寡女 | 周潤發   |
| 特別大獎          | 袁和平（臥虎藏龍）                                               | 周潤發   |

### 第8屆（2001年度）
| 獎項              | 獲獎名單                                                                      | 頒獎嘉賓 |
| 第8屆（2001年度） |                                                                               |          |
| 最佳電影          | 少林足球                                                                      | 陳寶珠   |
| 最佳導演          | 許鞍華（幽靈人間）                                                            | 陳寶珠   |
| 最佳編劇          | 卓韻芝（初戀嗱喳麵）                                                          | 陳寶珠   |
| 最佳男演員        | 劉青雲（絕世好Bra）                                                           | 陳寶珠   |
| 最佳女演員        | 鄭秀文（鍾無艷）                                                              | 陳寶珠   |
| 推薦電影          | 男人四十、等候董建華發落、藍宇、暗戰2、麥兜故事、幽靈人間、初戀嗱喳麵、蜀山傳 | 陳寶珠   |

### 第9屆（2002年度）
| 獎項              | 獲獎名單 | 頒獎嘉賓 |
| 第9屆（2002年度） | |          |
| 最佳電影          | 天下無雙 | 陳嘉上   |
| 最佳導演          | 陳可辛（三更之回家）                                                                                                  | 陳嘉上   |
| 最佳編劇          | 陳果（香港有個） | 陳嘉上   |
| 最佳男演員        | 黃秋生（無間道） | 陳嘉上   |
| 最佳女演員        | 王菲（天下無雙） | 陳嘉上   |
| 推薦電影          | 香港有個、無間道、嚦咕嚦咕新年財、走火槍、反收數特遣隊、三更之回家、異度空間、5個嚇鬼的少年、見鬼、無限復活、熱血青年 | 陳嘉上   |

### 第10屆（2003年度）
| 獎項               | 獲獎名單                                                                              | 頒獎嘉賓 |
| 第10屆（2003年度） |                                                                                       |          |
| 最佳電影           | 無間道II                                                                              | 許冠文   |
| 最佳導演           | 杜琪峯（PTU）                                                                         | 許冠文   |
| 最佳編劇           | 韋家輝、游乃海、歐健兒、葉天成（大隻佬）                                              | 許冠文   |
| 最佳男演員         | 劉德華（大隻佬）                                                                      | 許冠文   |
| 最佳女演員         | 張栢芝（大隻佬）                                                                      | 許冠文   |
| 推薦電影           | PTU、大隻佬、忘不了、人民公廁、無間道III終極無間、大丈夫、金雞2、黑白森林、古宅心慌慌 | 許冠文   |

### 第11屆（2004年度）
| 獎項               | 獲獎名單                                                               | 頒獎嘉賓 |
| 第11屆（2004年度） |                                                                        |          |
| 最佳電影           | 麥兜菠蘿油王子                                                         | 許鞍華   |
| 最佳導演           | 爾冬陞（旺角黑夜）                                                     | 許鞍華   |
| 最佳編劇           | 陳嘉上、鍾繼昌（A-1頭條）                                              | 許鞍華   |
| 最佳男演員         | 梁朝偉（2046）                                                         | 許鞍華   |
| 最佳女演員         | 章子怡（2046）                                                         | 許鞍華   |
| 推薦電影           | 餃子、旺角黑夜、柔道龍虎榜、功夫、愛·作戰、A-1頭條、桃色、2046、大事件 | 許鞍華   |

### 第12屆（2005年度）
| 獎項               | 獲獎名單                                                         | 頒獎嘉賓 |
| 第12屆（2005年度） |                                                                  |          |
| 最佳電影           | 黑社會                                                           | 王天林   |
| 最佳導演           | 杜琪峯（黑社會）                                                 | 王天林   |
| 最佳編劇           | 王晶（黑白戰場）                                                 | 王天林   |
| 最佳男演員         | 梁家輝（長恨歌）                                                 | 王天林   |
| 最佳女演員         | 周迅（如果·愛）                                                  | 王天林   |
| 推薦電影           | 七劍、黑白戰場、神經俠侶、頭文字D、殺破狼、怪物、如果·愛、長恨歌 | 王天林   |

### 第13屆（2006年度）
| 獎項               | 獲獎名單                                                  | 頒獎嘉賓 |
| 第13屆（2006年度） |                                                           |          |
| 最佳電影           | 黑社會以和為貴                                            | 張同祖   |
| 最佳導演           | 杜琪峯（放·逐）                                           | 張同祖   |
| 最佳編劇           | 王晶、鄧特希（臥虎）                                      | 張同祖   |
| 最佳男演員         | 李連杰（霍元甲）                                          | 張同祖   |
| 最佳女演員         | 鞏俐（滿城盡帶黃金甲）                                    | 張同祖   |
| 推薦電影           | 臥虎、四大天王、傷城、放·逐、黑白道、霍元甲、天行者、父子 | 張同祖   |

### 第14屆（2007年度）
| 獎項               | 獲獎名單                                                             | 頒獎嘉賓 |
| 第14屆（2007年度） |                                                                      |          |
| 最佳電影           | 姨媽的後現代生活                                                     | 關錦鵬   |
| 最佳導演           | 許鞍華（姨媽的後現代生活）                                           | 關錦鵬   |
| 最佳編劇           | 韋家輝、歐健兒（神探）                                               | 關錦鵬   |
| 最佳男演員         | 梁家輝（跟蹤）                                                       | 關錦鵬   |
| 最佳女演員         | 斯琴高娃（姨媽的後現代生活）                                         | 關錦鵬   |
| 推薦電影           | 跟蹤、投名狀、性工作者十日談、每當變幻時、神探、鐵三角、門徒、C+偵探 | 關錦鵬   |

### 第15屆（2008年度）
| 獎項               | 獲獎名單                                                         | 頒獎嘉賓 |
| 第15屆（2008年度） |                                                                  |          |
| 最佳電影           | 天水圍的日與夜                                                   | 爾冬陞   |
| 最佳導演           | 許鞍華（天水圍的日與夜）                                         | 爾冬陞   |
| 最佳編劇           | 岸西（親密）                                                     | 爾冬陞   |
| 最佳男演員         | 張家輝（証人）                                                   | 爾冬陞   |
| 最佳女演員         | 鮑起靜（天水圍的日與夜）                                         | 爾冬陞   |
| 推薦電影           | 烈日當空、三國之見龍卸甲、文雀、一個好爸爸、証人、親密、無野之城 | 爾冬陞   |

### 第16屆（2009年度）
| 獎項               | 獲獎名單                                                              | 頒獎嘉賓     |
| 第16屆（2009年度） |                                                                       |              |
| 最佳電影           | 音樂人生                                                              | 曾志偉 莊 澄 |
| 最佳導演           | 麥兆輝、莊文強（竊聽風雲）                                            | 曾志偉 莊 澄 |
| 最佳編劇           | 韋家輝、歐健兒（再生號）                                              | 曾志偉 莊 澄 |
| 最佳男演員         | 王學圻（十月圍城）                                                    | 曾志偉 莊 澄 |
| 最佳女演員         | 惠英紅（心魔）                                                        | 曾志偉 莊 澄 |
| 推薦電影           | 再生號、淚王子、竊聽風雲、機動部隊─同袍、新宿事件、明媚時光、十月圍城 | 曾志偉 莊 澄 |

### 第17屆（2010年度）
| 獎項               | 獲獎名單                                                     | 頒獎嘉賓 |
| 第17屆（2010年度） |                                                              |          |
| 最佳電影           | 打擂台                                                       | 杜琪峯   |
| 最佳導演           | 蘇照彬（劍雨）                                               | 杜琪峯   |
| 最佳編劇           | 岸西（月滿軒尼詩）                                           | 杜琪峯   |
| 最佳男演員         | 泰迪羅賓（打擂台）                                           | 杜琪峯   |
| 最佳女演員         | 楊千嬅（抱抱俏佳人）                                         | 杜琪峯   |
| 推薦電影           | 劍雨、月滿軒尼詩、綫人、鳳冠情事、人間喜劇、如夢、志明與春嬌 | 杜琪峯   |

### 第18屆（2011年度）
| 獎項               | 獲獎名單                                                        | 頒獎嘉賓 |
| 第18屆（2011年度） |                                                                 |          |
| 最佳電影           | 桃姐                                                            | 吳思遠   |
| 最佳導演           | 姜文（讓子彈飛）                                                | 吳思遠   |
| 最佳編劇           | 銀河創作組、歐健兒、黃勁輝（奪命金）                            | 吳思遠   |
| 最佳男演員         | 劉青雲（奪命金）                                                | 吳思遠   |
| 最佳女演員         | 葉德嫻（桃姐）                                                  | 吳思遠   |
| 推薦電影           | 奪命金、竊聽風雲2、單身男女、龍門飛甲、讓子彈飛、鴻門宴、大藍湖 | 吳思遠   |

### 第19屆（2012年度）
| 獎項               | 獲獎名單                                                                                          | 頒獎嘉賓 |
| 第19屆（2012年度） |                                                                                                   |          |
| 最佳電影           | 車手                                                                                              | 羅 蘭    |
| 最佳導演           | 鄭保瑞（車手） 林超賢（逆戰）                                                                     | 羅 蘭    |
| 最佳編劇           | 韋家輝、游乃海、陳偉斌、歐文傑（高海拔之戀II）                                                    | 羅 蘭    |
| 最佳男演員         | 杜汶澤（DIVA華麗之後）                                                                            | 羅 蘭    |
| 最佳女演員         | 從缺                                                                                              | 羅 蘭    |
| 推薦電影           | 高舉·愛、逆戰、三生三世聶華苓、我老婆唔夠秤II、高海拔之戀II、消失的子彈、四大名捕、麥兜噹噹伴我心 | 羅 蘭    |

### 第20屆（2013年度）
| 獎項               | 獲獎名單                                      | 頒獎嘉賓 |
| 第20屆（2013年度） |                                               |          |
| 最佳電影           | 一代宗師                                      | 鄒文懷   |
| 最佳導演           | 杜琪峯（毒戰）                                | 鄒文懷   |
| 最佳編劇           | 韋家輝、游乃海、陳偉斌、余曦（毒戰）          | 鄒文懷   |
| 最佳男演員         | 張家輝（激戰）                                | 鄒文懷   |
| 最佳女演員         | 章子怡（一代宗師）                            | 鄒文懷   |
| 推薦電影           | 毒戰、激戰、葉問─終極一戰、狂舞派、盲探、殭屍 | 鄒文懷   |

### 第21屆（2014年度）
| 獎項               | 獲獎名單                                                                                   | 頒獎嘉賓 |
| 第21屆（2014年度） |                                                                                            |          |
| 最佳電影           | 那夜凌晨，我坐上了旺角開往大埔的紅VAN                                                      | 鮑起靜   |
| 最佳導演           | 陳果（那夜凌晨，我坐上了旺角開往大埔的紅VAN）                                              | 鮑起靜   |
| 最佳編劇           | 韋家輝、陳偉斌、余曦（單身男女2） 張冀（親愛的）                                           | 鮑起靜   |
| 最佳男演員         | 劉青雲（竊聽風雲3）                                                                        | 鮑起靜   |
| 最佳女演員         | 趙薇（親愛的）                                                                             | 鮑起靜   |
| 推薦電影           | 親愛的、黃金時代、竊聽風雲3、一個人的武林、太平輪：亂世浮生、魔警、點對點、單身男女2、雛妓 | 鮑起靜   |

### 第22屆（2015年度）
| 獎項               | 獲獎名單                                                                 | 頒獎嘉賓 |
| 第22屆（2015年度） |                                                                          |          |
| 最佳電影           | 踏血尋梅                                                                 | 泰迪羅賓 |
| 最佳導演           | 徐克（智取威虎山）                                                       | 泰迪羅賓 |
| 最佳編劇           | 蔭山征彥、張艾嘉（念念）                                                 | 泰迪羅賓 |
| 最佳男演員         | 白只（踏血尋梅）                                                         | 泰迪羅賓 |
| 最佳女演員         | 春夏（踏血尋梅）                                                         | 泰迪羅賓 |
| 推薦電影           | 智取威虎山、念念、十年、殺破狼II、華麗上班族、陀地驅魔人、哪一天我們會飛 | 泰迪羅賓 |

### 第23屆（2016年度）
| 獎項               | 獲獎名單                                           | 頒獎嘉賓 |
| 第23屆（2016年度） |                                                    |          |
| 最佳電影           | 樹大招風                                           | 許冠文   |
| 最佳導演           | 周星馳（美人魚） 黃進（一念無明）                  | 許冠文   |
| 最佳編劇           | 陳楚珩（一念無明）                                 | 許冠文   |
| 最佳男演員         | 林家棟（樹大招風）                                 | 許冠文   |
| 最佳女演員         | 周冬雨（七月與安生）                               | 許冠文   |
| 推薦電影           | 一念無明、美人魚、七月與安生、點五步、伴生、擺渡人 | 許冠文   |

### 第24屆（2017年度）
| 獎項               | 獲獎名單                                                                    | 頒獎嘉賓 |
| 第24屆（2017年度） |                                                                             |          |
| 最佳電影           | 明月幾時有                                                                  | 林子祥   |
| 最佳導演           | 張艾嘉（相愛相親）                                                          | 林子祥   |
| 最佳編劇           | 熊召政、王思敏、譚廣源、吳孟璋（蕩寇風雲）                                  | 林子祥   |
| 最佳男演員         | 倉田保昭（蕩寇風雲）                                                        | 林子祥   |
| 最佳女演員         | 鄧麗欣（空手道）                                                            | 林子祥   |
| 推薦電影           | 蕩寇風雲、相愛相親、空手道、常在你左右、悟空傳、地厚天高、29+1、殺破狼·貪狼 | 林子祥   |

### 第25屆（2018年度）
| 獎項               | 獲獎名單                                | 頒獎嘉賓 |
| 第25屆（2018年度） |                                         |          |
| 最佳電影           | 三夫                                    | 劉德華   |
| 最佳導演           | 陳果（三夫）                            | 劉德華   |
| 最佳編劇           | 陳小娟（淪落人）                        | 劉德華   |
| 最佳男演員         | 黃秋生（淪落人）                        | 劉德華   |
| 最佳女演員         | 曾美慧孜（三夫）                        | 劉德華   |
| 推薦電影           | 淪落人、G殺、水底行走的人、自由行、無雙 | 劉德華   |

### 第26屆（2019年度）
| 獎項               | 獲獎名單                                                           | 頒獎嘉賓 |
| 第26屆（2019年度） |                                                                    |          |
| 最佳電影           | 叔·叔                                                              | 莊 澄    |
| 最佳導演           | 曾國祥（少年的你）                                                 | 莊 澄    |
| 最佳編劇           | 黃綺琳（金都）                                                     | 莊 澄    |
| 最佳男演員         | 太保（叔·叔） 劉俊謙（幻愛）                                       | 莊 澄    |
| 最佳女演員         | 蔡思（幻愛）                                                       | 莊 澄    |
| 推薦電影           | 戲棚、金都、大偵探福爾摩斯：逃獄大追捕、新喜劇之王、幻愛、少年的你 | 莊 澄    |

### 第27屆（2020年度）
| 獎項               | 獲獎名單                                          | 頒獎嘉賓                                                 |
| 第27屆（2020年度） |                                                   |                                                          |
| 最佳電影           | 理大圍城                                          | 由於疫情影響，頒獎禮改以網上錄播形式進行，獎項由會長頒發 |
| 最佳導演           | 陳可辛（奪冠）                                    | 由於疫情影響，頒獎禮改以網上錄播形式進行，獎項由會長頒發 |
| 最佳編劇           | 梁銘佳、Kate Reilly（夜香·鴛鴦·深水埗）           | 由於疫情影響，頒獎禮改以網上錄播形式進行，獎項由會長頒發 |
| 最佳男演員         | 從缺                                              | 由於疫情影響，頒獎禮改以網上錄播形式進行，獎項由會長頒發 |
| 最佳女演員         | 鞏俐（奪冠）                                      | 由於疫情影響，頒獎禮改以網上錄播形式進行，獎項由會長頒發 |
| 推薦電影           | 好好拍電影、夜香·鴛鴦·深水埗、3cm、奪冠、一秒拳王 | 由於疫情影響，頒獎禮改以網上錄播形式進行，獎項由會長頒發 |

### 第28屆（2021年度）
| 獎項               | 獲獎名單                                                                                     | 頒獎嘉賓                                                 |
| 第28屆（2021年度） |                                                                                              |                                                          |
| 最佳電影           | 智齒                                                                                         | 由於疫情影響，頒獎禮改以網上錄播形式進行，獎項由會長頒發 |
| 最佳導演           | 陳木勝（怒火）                                                                               | 由於疫情影響，頒獎禮改以網上錄播形式進行，獎項由會長頒發 |
| 最佳編劇           | 何靜怡、林家棟（殺出個黃昏）                                                                 | 由於疫情影響，頒獎禮改以網上錄播形式進行，獎項由會長頒發 |
| 最佳男演員         | 謝賢（殺出個黃昏）                                                                           | 由於疫情影響，頒獎禮改以網上錄播形式進行，獎項由會長頒發 |
| 最佳女演員         | 劉雅瑟（智齒）                                                                               | 由於疫情影響，頒獎禮改以網上錄播形式進行，獎項由會長頒發 |
| 推薦電影           | 怒火、手捲、濁水漂流、殺出個黃昏、除暴、鬼同你住、拆彈專家2、狂舞派3、梅艷芳、媽媽的神奇小子 | 由於疫情影響，頒獎禮改以網上錄播形式進行，獎項由會長頒發 |

### 第29屆（2022年度）
| 獎項               | 獲獎名單                                                                                  | 頒獎嘉賓 |
| 第29屆（2022年度） |                                                                                           |          |
| 最佳電影           | 給十九歲的我                                                                              | 張堅庭   |
| 最佳導演           | 韋家輝（神探大戰）、林森（窄路微塵）                                                      | 張堅庭   |
| 最佳編劇           | 韋家輝、陳偉斌、麥天樞（神探大戰）                                                        | 張堅庭   |
| 最佳男演員         | 張繼聰（窄路微塵）                                                                        | 張堅庭   |
| 最佳女演員         | 鄭秀文（流水落花）                                                                        | 張堅庭   |
| 推薦電影           | 窄路微塵、白日青春、流水落花、神探大戰、七人樂隊、飯戲攻心、過時·過節、正義迴廊、明日戰記 | 張堅庭   |

### 第30屆（2023年度）
| 獎項               | 獲獎名單                                                                  | 頒獎嘉賓 |
| 第30屆（2023年度） |                                                                           |          |
| 最佳電影           | 命案                                                                      | 韋家輝   |
| 最佳導演           | 李子俊（第八個嫌疑人）                                                    | 韋家輝   |
| 最佳編劇           | 祝紫嫣（但願人長久）                                                      | 韋家輝   |
| 最佳男演員         | 吳慷仁（但願人長久）                                                      | 韋家輝   |
| 最佳女演員         | 余香凝（白日之下）                                                        | 韋家輝   |
| 推薦電影           | 第八個嫌疑人、年少日記、尚未完場、但願人長久、白日之下、詩、金手指、填詞L | 韋家輝   |

### 第31屆（2024年度）
| 獎項               | 獲獎名單 | 頒獎嘉賓 |
| 第31屆（2024年度） | |          |
| 最佳電影           | 九龍城寨之圍城                                                                                                | 鄭秀文   |
| 最佳導演           | 翁子光（爸爸）                                                                                                | 鄭秀文   |
| 最佳編劇           | 陳偉斌、麥啟光、萬芫澄（臨時劫案）                                                                            | 鄭秀文   |
| 最佳男演員         | 劉青雲（爸爸）                                                                                                | 鄭秀文   |
| 最佳女演員         | 談善言（虎毒不）                                                                                              | 鄭秀文   |
| 推薦電影           | 臨時劫案、十方之地、香港四徑大步走、看我今天怎麼說、從今以後、我談的那場戀愛、爸爸、冬未來、破·地獄、得寵先生 | 鄭秀文   |

## 統計数据
只列兩次或以上。

### 最佳導演
| 次數     | 電影名稱 |
| 最佳導演 | |
| 6次      | 杜琪峯（第5屆《真心英雄》、第6屆《鎗火》、第10屆《PTU》、第12屆《黑社會》、第13屆《放·逐》、第20屆《毒戰》） |
| 3次      | 許鞍華（第8屆《幽靈人間》、第14屆《姨媽的後現代生活》、第15屆《天水圍的日與夜》） 陳果（第4屆《香港製造》、第21屆《那夜凌晨，我坐上了旺角開往大埔的紅VAN》、第25屆《三夫》） 陳可辛（第3屆《甜蜜蜜》、第9屆《三更之回家》、第27屆《奪冠》） |
| 2次      | 王家衞（第1屆《東邪西毒》、第7屆《花樣年華》） 爾冬陞（第2屆《烈火戰車》、第11屆《旺角黑夜》） |

### 最佳編劇
| 次數     | 電影名稱 |
| 最佳編劇 | |
| 7次      | 韋家輝（第10屆《大隻佬》、第14屆《神探》、第16屆《再生號》、第19屆《高海拔之戀II》、第20屆《毒戰》、第21屆《單身男女2》、第29屆《神探大戰》）                                      |
| 5次      | 陳偉斌（第19屆《高海拔之戀II》、第20屆《毒戰》、第21屆《單身男女2》、第29屆《神探大戰》、第31屆《臨時劫案》）                                                                      |
| 4次      | 歐健兒（第10屆《大隻佬》、第14屆《神探》、第16屆《再生號》、第18屆《奪命金》） 游乃海（第5屆《非常突然》、第10屆《大隻佬》、第19屆《高海拔之戀II》、第20屆《毒戰》）               |
| 2次      | 陳慶嘉（第4屆《熱血最強》、第7屆《江湖告急》） 王晶（第12屆《黑白戰場》、第13屆《臥虎》） 岸西（第15屆《親密》、第17屆《月滿軒尼詩》） 余曦（第20屆《毒戰》、第21屆《單身男女2》） |

### 最佳男、女演員
| 次數       | 電影名稱 |
| 最佳男演員 | |
| 5次        | 劉青雲（第4屆《高度戒備》、第8屆《絕世好Bra》、第18屆《奪命金》、第21屆《竊聽風雲3》、第31屆《爸爸》）                                                                                                |
| 3次        | 吳鎮宇（第3屆《旺角揸fit人》、第6屆《爆裂刑警》、第7屆《公元2000》） 黃秋生（第5屆《野獸刑警》、第9屆《無間道》、第25屆《淪落人》）                                                                   |
| 2次        | 梁家輝（第12屆《長恨歌》、第14屆《跟蹤》） 張家輝（第15屆《証人》、第20屆《激戰》） |
| 最佳女演員 | |
| 2次        | 斯琴高娃（第2屆《天國逆子》、第14屆《姨媽的後現代生活》） 章子怡（第11屆《2046》、第20屆《一代宗師》） 鞏俐（第13屆《滿城盡帶黃金甲》、第27屆《奪冠》） 鄭秀文（第8屆《鍾無艷》、第29屆《流水落花》） |